# Shahrestān di Boshruyeh
Lo shahrestān di Boshruyeh (farsi شهرستان بشرویه) è uno degli 11 shahrestān del Khorasan meridionale, il capoluogo è Boshruyeh; era parte del territorio dello shahrestān di Ferdows fino al novembre 2008. La provincia è suddivisa in 2 circoscrizioni (bakhsh): 
- Centrale (بخش مرکزی)
- Eresk (بخش ارسک)